# روکو اوکیچ
روکو اوکیچ (کرواتی: Roko Ukić؛ زادهٔ ۵ دسامبر ۱۹۸۴) بازیکن بسکتبال اهل کرواسی است.
از باشگاه‌هایی که در آن بازی کرده‌است می‌توان به باشگاه بسکتبال پاناتینایکوس، تورنتو رپترز، باشگاه بسکتبال ساسکی باسکونیا، باشگاه بسکتبال مردان فنرباغچه، ویرتوس رم، باشگاه بسکتبال اسپلیت، باشگاه بسکتبال پالاسانسترو وارزه، باشگاه بسکتبال بارسلونا، و میلواکی باکس اشاره کرد.
وی در مسابقات کشوری و بین‌المللی در مجموع برندهٔ ۱ مدال طلا شده‌است.